# Verwitterungsrinden

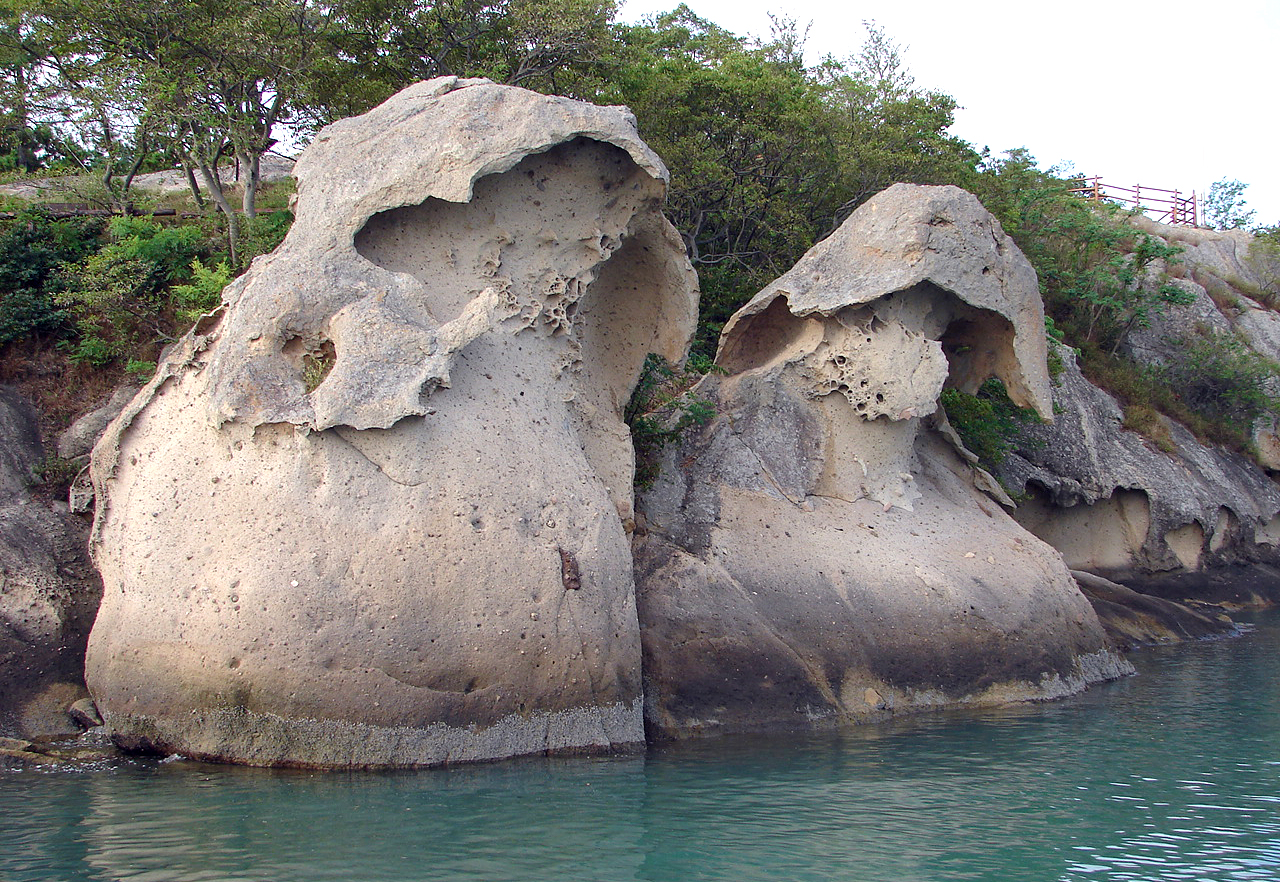
Verwitterungsrinde auf Sandstein, Südkorea

Verwitterungsrinden sind dünne Krusten von Mineralen, die sich an freien, der Verwitterung ausgesetzten Flächen eines Gesteins oder an Klüften bilden können. Sie bestehen meistens aus Eisenoxiden, Braunstein, Gips oder Karbonat.
Ihre Entstehung wird auf den Transport von gelöstem Eisen, Mangan und anderen Stoffen durch Sickerwasser zurückgeführt. Die gelösten Minerale scheiden sich beim Verdunsten des Wassers an der Oberfläche des Gesteins ab und bilde eine nur wenige Millimeter dicke, oft sehr harte Kruste. Der Stofftransport durch Sickerwasser kann zur Entfestigung und teilweisen Auflösung des Ursprungsgesteins führen.
Bei stellenweiser Zerstörung der Kruste kann das Gestein durch Wind, Wasser und Eis ausgeräumt werden. Die dabei entstehenden Tafoni können sehr unterschiedliche Form aufweisen, kugelige oder ellipsoide Formen überwiegen jedoch.
Verwitterungskrusten entstehen auch an Bauwerken und bilden dort eine Herausforderung für die Restaurierung von stark angegriffenen Bauwerken.